# Bennu Yıldırımlar
Bennu Yıldırımlar (Estambul, Turquíaː 22 de noviembre de 1969) es una actriz turca. Más conocida por sus papeles en series como Umutsuz Ev Kadınları, Yaprak Dökümü y Kadın.

## Biografía
Bennu Yıldırımlar estudió en Erenköy Kız Lisesi y se graduó en el Conservatorio Estatal de la Universidad de Estambul en 1990. De 1990 a 1991,  obtuvo experiencia en el Instituto de Educación de Adulto de Westminster en Londres. Yıldırımlar fue elegida 'La nueva actriz más prometedora' en el 6 ° Festival de Cine de Ankara por su papel en Ağrıya Dönüş en 1994. En 1999, recibió el premio 'Mejor actriz' Sadri Alışık por su actuación en la película Kaç Para Kaç.

## Vida personal
Desde 1995, está casada con el actor Bülent Emin Yarar.

## Filmografía

### Televisión
| Año       | Título               | Papel             | Notas            |
| --------- | -------------------- | ----------------- | ---------------- |
| 2006-2010 | Yaprak Dökümü        | Fikret Tekin      | Elenco principal |
| 2011-2014 | Umutsuz Ev Kadınları | Nermin Seçkinoğlu | Protagonista     |
| 2014-2015 | Gönül İşleri         | Servet Üstün      | Protagonista     |
| 2016      | Altınsoylar          | Saadet Altınsoy   | Protagonista     |
| 2017-2020 | Kadın                | Hatice Sarıkadı   | Elenco principal |
| 2021      | Sadakatsiz           | Asya Günalan      |                  |
| 2021      | Olağan Şüpheliler    | Feyza Korkmazcan  |                  |